# Burushaski

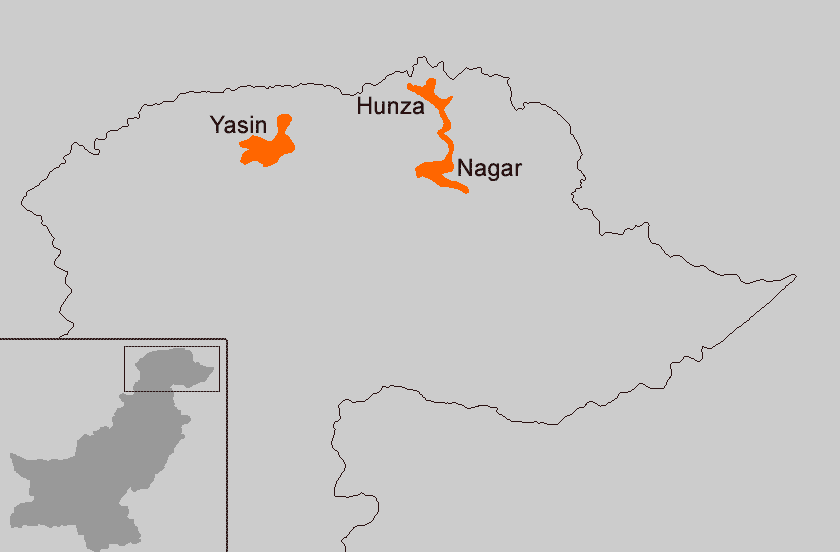

Burushaski [buˈɾuɕaski] ist eine Sprache, die im Karakorumgebirge im Norden Pakistans von etwa 100.000 Menschen gesprochen wird. Sie ist weder mit den benachbarten dardischen Sprachen Shina und Khowar, noch mit dem nördlich angrenzenden südost-iranischen Wakhi verwandt. Die Mehrheit der Forscher ist bisher der Meinung, dass es sich um eine isolierte Sprache handelt, die mit keiner anderen bekannten Sprache der Erde genetisch verwandt ist.
Burushaski ist eine agglutinative Ergativsprache mit der unmarkierten Wortstellung Subjekt-Objekt-Verb. Die Anzahl der Phoneme beträgt fast 40, auffällig ist die große Zahl der Retroflexe. Burushaski verfügt über eine äußerst komplexe Verbalmorphologie, die Substantive werden in vier Nominalklassen eingeteilt und in fünf Kasus flektiert. Insbesondere die Verbalmorphologie bringt das Burushaski typologisch in die Nähe der jenisseischen und nordkaukasischen Sprachen sowie des Baskischen, während die Phonologie typologisch eher auf die benachbarten dardischen Sprachen verweist. Lexikalisch ist das Burushaski sehr eigenständig; neuere Versuche, den Wortschatz indogermanisch zu deuten, gelten als nicht überzeugend.

## Soziolinguistische Situation
Die Burusho – so werden die Sprecher des Burushaski bezeichnet – leben im Nordwesten der nordpakistanischen Gilgit-Region: im Hunza- und Nagar-Gebiet auf beiden Seiten des Hunza-Flusses und im 100 km entfernten abgelegenen Yasin-Tal. Das Burushaski hat drei Dialekte: Hunza, Nagar und Yasin. Die auf beiden Seiten des Hunzaflusses gesprochenen Dialekte Hunza und Nagar weisen nur minimale Unterschiede auf, dagegen weicht der im Yasintal gesprochene Yasin-Dialekt (von den benachbarten dardischen Khowar auch Werchikwar genannt) vom Hunza- und Nagar-Dialekt deutlich ab (phonetisch, lexikalisch, teilweise auch morphologisch). Der Grad der wechselseitigen Verständlichkeit zwischen Hunza-Nagar- und Yasin-Sprechern wird unterschiedlich eingeschätzt: die Urteile der Sprecher selbst schwanken zwischen „vollständig“ und „eher gering“. Die wechselseitige Verständlichkeit scheint nicht symmetrisch zu sein: Yasin-Sprecher neigen eher dazu, den prestigereicheren Hunza-Nagar-Dialekt zu verstehen, als umgekehrt. Das höhere Prestige des Hunza-Nagar-Dialekts ist durch die „weltoffene“ Lage seines Sprachgebiets direkt an der großen Verkehrsader Karakorum-Highway begründet, während sich das Yasin-Areal in einem nur schwer zugänglichen, abgelegenen Seitental befindet.
Das genetisch isolierte Burushaski unterscheidet sich nicht nur in seinem Wort- und Formenbestand von allen anderen Sprachen der Welt, sondern ist auch typologisch sehr eigenständig, vor allem in der komplexen Verbalmorphologie und in seinem Nominalsystem. Neben den alten Lehnwörtern der benachbarten dardischen Sprachen (vor allem des Shina, aber auch des Khowar und vereinzelt des sino-tibetischen Balti) finden heute immer mehr Urdu-Wörter und englische Begriffe ihren Weg ins Burushaski. Die mittlere Generation hat bereits einen Teil des alten Erbwortschatzes verloren, die Jüngeren beherrschen oft nicht mehr die komplexe Morphologie und Syntax, die gebildeten Burusho beklagen den Verfall ihrer Sprache. Dennoch ist die Zahl seiner Sprecher im letzten Jahrzehnt noch leicht angestiegen und die Einstellung der meisten Burusho zu ihrer Muttersprache insgesamt positiv: sie gehen davon aus, dass auch ihre Kinder Burushaski lernen und weitergeben werden. Die Muttersprache ist für die meisten Burusho immer noch das bevorzugte Kommunikationsmittel und Träger einer äußerst lebendig gebliebenen mündlichen Erzählkultur, obwohl viele Burusho mehrsprachig sind und auch Khowar, Shina oder Urdu beherrschen.

## Schrift, Literatur und Unterricht
Das Burushaski ist keine Schriftsprache. Für ihre Darstellung in wissenschaftlichen Arbeiten entwickelten die Forscher unterschiedliche eigene Notationen auf Basis des lateinischen Alphabets. Die heute meist verwendete Form ist die Notation von Hermann Berger, die auch diesem Artikel zu Grunde liegt. Die zaghaften Versuche, das Burushaski zu einer Schriftsprache zu entwickeln, sind nicht weit gediehen. (Im Gegensatz zum benachbarten dardischen Shina, in dem in den letzten Jahrzehnten eine umfangreiche Literatur in Urdu-Schrift entstanden ist.) Die einzigen H. Berger bekannten schriftlichen Werke sind ein Band mit religiösen Liedern aus dem Umkreis von Nasiruddin Hunzai (Diwan-i-Nasiri, Karachi 1960), eine Sammlung von Rätseln sowie eine einführende Fibel. Auch Backstrom 1992 spricht von „einigen Gedichten und Geschichten“.
Für die Publikation dieser Werke wurde eine modifizierte Urdu-Schrift (persisch-arabische Schrift) verwendet, die sich aber sonst nirgends durchsetzen konnte. Dazu schreibt Berger: „Ernsthafte Anstrengungen in dieser Richtung (gemeint ist die Entwicklung einer Schriftform des Burushaski) sind bei der ganz auf das Praktische gerichteten Mentalität des Stammes auch in Zukunft kaum zu erwarten.“ Dagegen stellt Backstrom fest, dass die Hunza-Sprecher sich sehr wohl für die wenigen schriftlichen Erzeugnisse in ihrer Sprache interessieren und diese auch zur Kenntnis nahmen, während die Nagar- und Yasin-Leute bei Befragungen keinerlei Kenntnis von der Existenz dieses Schrifttums hatten. Viele der befragten Burusho betonten jedoch ihr Interesse daran, ihre Sprache lesen und schreiben zu können, und würden die Produktion von Burushaski-Literatur – insbesondere Lyrik, historische und religiöse Darstellungen – begrüßen.
Erst im Februar 2023 einigte man sich auf eine Standardisierung der Schrift für alle Dialekte, die vom National Curriculum Council übernommen wurde.
Der mit Hilfe der Aga-Khan-Stiftung gut organisierte und von fast allen Kindern besuchte Schulunterricht im Hunza- und Yasin-Tal findet in Urdu statt, mit der Folge, dass zumindest die junge Generation der Burusho zweisprachig ist. Burushaski ist an den Schulen weder Unterrichtssprache noch Unterrichtsfach. Nach Backstrom äußerte jedoch die Hälfte der befragten Burusho, dass sie ihre Kinder gern in eine Schule schicken würden, in der Burushaski Unterrichtssprache ist. Bis heute existiert dieses Angebot jedoch nicht.

## Forschungsgeschichte
Die Erforschung des Burushaski beginnt um die Mitte des 19. Jahrhunderts mit zwei wenig verlässlichen Wortlisten der englischen Reisenden A. Cunningham und G. W. Hayward, aus denen allerdings deutlich wird, dass sich die damalige Sprache kaum von der heutigen unterschieden hat. Erste wissenschaftliche Stationen bei der Erforschung des Burushaski sind die Arbeiten von G. W. Leitner und J. Biddulph am Ende des 19. Jahrhunderts. Der nächste bedeutende Beitrag war D. L. R. Lorimers The Burushaski Language 1935–38. Es enthielt ein großes Vokabular und eine Grammatik des Burushaski, die 60 Jahre Bestand hatte. Die mit Abstand wichtigsten neueren Arbeiten stammen von Hermann Berger, der Grammatik und Wörterbuch für den Yasin-Dialekt (1974) und den Hunza-Nagar-Dialekt (1998) umfassend analysiert und dargestellt hat. Seine Arbeiten beruhen alle auf intensiver eigener Feldforschung.

## Verwandtschaft mit anderen Sprachen

### Die dene-kaukasische Hypothese
Das Burushaski wurde und wird von seinen wichtigsten Erforschern in der Regel als isolierte Sprache angesehen. Dennoch sind wie bei allen Sprachen, die sich nicht in bekannte Sprachfamilien einordnen lassen, auch beim Burushaski Versuche unternommen worden, es mit anderen Sprachen oder Sprachgruppen genetisch zu verbinden, vorrangig mit dem Baskischen und den nordkaukasischen Sprachen. Einen noch weiteren Rahmen zieht z. B. Blažek mit einer Einordnung des Burushaski in die hypothetischen Makrofamilien Sino-Kaukasisch oder Dene-Kaukasisch, die neben dem Sinotibetischen gewissermaßen alle eurasischen Restsprachen, wie Baskisch, Nordkaukasisch, Hurritisch, Urartäisch, Sumerisch, Jenisseisch, Nahali und eben auch Burushaski umfassen, in einer erweiterten Version auch die nordamerikanischen Na-Dené-Sprachen. Alle diese Hypothesen fanden bisher kaum ernsthaft Anerkennung, da das zum Nachweis herangebrachte lexikalische Material – z. B. die Wörter für Auge, Nabel, Feder, Flügel, Blatt, Tag, Bruder/Schwester, essen, hören sowie nicht, wer, was, ich, du – in den Augen der meisten Forscher einer ernsthaften Überprüfung nicht standhält. Dennoch muss man abwarten, welches Potential die dene-kaukasische Hypothese für die Verwandtschaft des Burushaski besitzt.

### Die jenisseische Hypothese
Eine interessante neuere These kann man als Teil der umfassenderen dene-kaukasischen Hypothese (siehe oben) interpretieren, sie sollte dennoch nicht unerwähnt bleiben: van Driem verweist auf eine enge typologische – was genetisch ohne Bedeutung wäre –, aber auch materielle Verwandtschaft in der Verbalmorphologie (insbesondere der Personalpräfixe) des Burushaski und Ket, einer jenisseischen Sprache. Er konstruiert daraus eine Karasuk-Familie, die einerseits aus den jenisseischen Sprachen, andererseits aus dem Burushaski bestünde. Er sieht auch Zusammenhänge dieser hypothetischen linguistischen Einheit mit einer prähistorischen zentralasiatischen Kultur, eben der Karasuk-Kultur. Infolge entgegengesetzter Wanderungsbewegungen im 2. Jahrtausend vor Chr. seien die heutigen Jenisseier nach Sibirien und die Burusho in den Karakorum gelangt. Die Bewegung der Burusho sei dabei lange Zeit parallel mit der dardischen Gruppe der Indoarier verlaufen, was die zahlreichen frühen Lehnwörter aus dem Dardischen erklären könne. – Danach wäre das Burushaski allerdings keine Sprache, die vor dem Indoarischen im indischen Raum gesprochen worden wäre. Ihre Einwanderung wäre zeitlich parallel mit den indoarischen Einwanderungen im 2. vorchristlichen Jahrtausend verlaufen, das Erreichen der heutigen Siedlungsgebiete wohl erst im 1. Jahrtausend v. Ch. anzusetzen. Lexikalisch lässt sich eine potentielle Verwandtschaft der jenisseischen Sprachen mit dem Burushaski bisher kaum erhärten. Auch die vorgeschlagenen morphologischen Übereinstimmungen sind nicht unumstritten.

### Die indogermanische Hypothese
In einigen Artikeln versuchte Ilija Čašule eine genetische Beziehung des Burushaski zum Indogermanischen nachzuweisen (zusammengefasst in). Dabei sieht er Parallelen im Wortschatz, aber auch in der Morphologie insbesondere zu den altbalkanischen indogermanischen Sprachen Phrygisch und Thrakisch. Dazu ist festzustellen, dass Burushaski so grundlegende morphologische Elemente des Indogermanischen, wie z. B. die Personalpronomen *h₁eǵ(-oH/Hom)/*me- ‚ich/mich‘ und *tuH/te- ‚du/dich‘ nicht besitzt. (Stattdessen hat Burushaski ja (dzha) ‚ich‘ und ein ergatives go, gu ‚du‘, vgl. nordkaukasisches *zō(n) ‚ich‘ und *uō(n) ‚du‘). Die meisten Wortvergleiche, die Čašule anführt, sind nicht „elementar“, sondern betreffen den kulturellen Wortschatz. Dieser kann zwar viel über Kontakte zwischen ethnischen Gruppen aussagen, aber nichts über den genetischen Zusammenhang.
Es ist davon auszugehen, dass die durchaus vorhandenen Parallelen im Wortschatz eine Folge der historischen räumlich engen Kontakte der Burushos mit indogermanischen, speziell dardischen Ethnien sind. Eine genetische Beziehung zum Indogermanischen kann nach dem derzeitigen Wissensstand ausgeschlossen werden, zumal sich die Typologie des Burushaski grundlegend von den indogermanischen Sprachen unterscheidet, aber sehr wohl Gemeinsamkeiten mit den nordkaukasischen und jenisseischen Sprachen aufweist. Für die indogermanische Hypothese Čašules gibt es weder in der Indogermanistik noch bei Kennern des Burushaski irgendeine Unterstützung.

## Linguistische Merkmale des Burushaski
Wesentliche Züge des Burushaski sind ein Vierklassensystem beim Substantiv und eine äußerst komplizierte Verbalmorphologie mit einem elfstelligen Positionssystem (beides wird unten erklärt). Während die folgende Beschreibung des Phoneminventares den Angaben in Grune 1998 folgt, basieren die übrigen Abschnitte zur Grammatik auf der umfassenden Grammatik von Hermann Berger 1998 und gelten für den Hunza-Nagar-Dialekt.

## Phonologie
Das Phoneminventar des Burushaski beinhaltet 32 Konsonanten und 5 Vokale.

### Konsonanten
|                        | bilabial | bilabial | bilabial | alveolar | alveolar | alveolar | post- alveolar | post- alveolar | retroflex | retroflex | retroflex | palatal | palatal | velar | velar   | velar | uvular | uvular | glottal | glottal |
| ---------------------- | -------- | -------- | -------- | -------- | -------- | -------- | -------------- | -------------- | --------- | --------- | --------- | ------- | ------- | ----- | ------- | ----- | ------ | ------ | ------- | ------- |
| stl.                   | asp.     | sth.     | stl.     | asp.     | sth.     | stl.     | sth.           | stl.           | asp.      | sth.      | stl.      | sth.    | stl.    | asp.  | sth.    | stl.  | sth.   | stl.   | sth.    |         |
| Plosive                | p        | pʰ (ph)  | b        | t        | tʰ (th)  | d        |                |                | ʈ (ṭ)     | ʈʰ (ṭh)   | ɖ (ḍ)     |         |         | k     | kʰ (kh) | g     | q      |        |         |         |
| Nasale                 |          |          | m        |          |          | n        |                |                |           |           |           |         |         |       |         | ŋ (ń) |        |        |         |         |
| Vibranten              |          |          |          |          |          | r        |                |                |           |           |           |         |         |       |         |       |        |        |         |         |
| Frikative              |          |          |          | s        |          | z        | ʃ (š)          | ʒ              | ʂ (ṣ)     |           | ʐ (ẓ)     |         |         | x     |         | ɣ (ġ) |        |        |         | h       |
| Affrikate              |          |          |          |          |          | t͡s (ċ)   |                | t͡ʃ (ċh)        |           |           | ʈʂ (ćh)   |         |         |       |         |       |        |        |         |         |
| Approximanten          |          |          |          |          |          |          |                |                |           | j         |           |         |         |       |         |       |        |        |         |         |
| laterale Approximanten |          |          |          |          |          | l        |                |                |           |           |           |         |         | wa    |         |       |        |        |         |         |

Sofern abweichend, ist hinter der IPA-Darstellung der Phoneme in Klammern die Notation von Berger 1998 angeführt. Dies ist die Standard- und Referenzgrammatik des Burushaski (Hunza und Nagar). Diese Notation wird auch im vorliegenden Artikel verwendet. Berger hat über die angegebenen Phoneme hinaus noch ś, ć und ćh, die er wie folgt beschreibt: ś ist ein palataler Zischlaut, der dadurch entsteht, dass man /s/ mit gleichzeitiger palataler, d. h. i-Stellung ausspricht. Akustisch kann er als zwischen [ʃ] (wie in schön) und [s] (wie in weiß) stehend beschrieben werden. Die dazugehörigen Affrikaten ć und ćh sind aus einem retroflexen Verschluss und ś zusammengesetzt (ṭ + ś, ṭ + ś + h). ć kann mit dem anlautenden Konsonanten von italienisch cinque ‚fünf‘ verglichen werden.

### Vokale
Die fünf Vokale des Burushaski sind /a, e, i, o, u/. Sie treten jeweils kurz und lang auf, wobei die gelängten Vokale weiter unterschieden werden können. Die Langvokale werden in Bergers Notation durch Doppelsetzung ausgedrückt, also /ā/ als aa usw. Er trägt damit der Besonderheit des Burushaski Rechnung, dass Langvokale phonologisch als aus zwei gleichen Kurzvokalen zusammengesetzt betrachtet werden müssen. In Ausnahmefällen können Vokale auch nasaliert sein, Berger notiert dann ã etc.

### Akzent
Das Burushaski besitzt einen freien distinktiven Akzent, der sich als artikulatorische Verstärkung der akzentuierten Silbe äußert und damit dem deutschen Druckakzent weitgehend entspricht. Der Akzent ist distinktiv, d. h. seine Position ist bedeutungsrelevant: z. B. báre ‚des Tals‘ - baré ‚schau!‘; ḍuḍúr ‚Aprikosenart‘ - ḍúḍur ‚kleines Loch‘; auch innerhalb des Verbalparadigmas kann die Akzentposition Formen unterscheiden. Der Akzent wird nur bei mehrsilbigen Wörtern notiert. Bei Komposita aus mehrsilbigen Wörtern bleiben die Akzente erhalten, doch wird er wie im Deutschen in einem der beiden Glieder zu einem Nebenakzent abgeschwächt.

## Nominalmorphologie

### Nominalklassen
In der Nominalmorphologie des Burushaski gibt es vier Nominalklassen (verallgemeinerte grammatische Geschlechter):
- m > männliche humane Wesen, Götter und Geister
- f > weibliche humane Wesen und Geister
- x > Tiere, „zählbare“ Gegenstände
- y > Abstrakta, Flüssigkeiten, „nichtzählbare“ Gegenstände

Die Abkürzung h (human) wird als Zusammenfassung der m- und f-Klasse verwendet, hx als Zusammenfassung von m-, f- und x-Klasse. – Die Nomina der x-Klasse bezeichnen typischerweise zählbare nichtmenschliche Wesen oder Dinge, z. B. Tiere, Früchte, Steine, Eier, Münzen; Nomina der y-Klasse dagegen bezeichnen in der Regel nichtzählbare nichtmenschliche Wesen oder Objekte, z. B. Reis, Flüssigkeiten, pulverisierte Stoffe, Feuer, Wasser, Schnee, Wolle etc.
Allerdings sind diese Zuordnungen nicht allgemeingültig, da auch zählbare Objekte der y-Klasse angehören können, z. B. ha ‚Haus‘. Interessant sind auch Wörter, die mit geringen Bedeutungsunterschieden sowohl x als auch y sein können, z. B. bedeutet bayú in der x-Klasse „Salz in Brocken“, in der y-Klasse „Salz in Pulverform“. Obstbäume werden als Kollektivum aufgefasst und gehören der y-Klasse an, ihre Früchte hingegen als zählbare Einheiten der x-Klasse. Dieselben Objekte werden manchmal je nach dem Material, aus dem sie hergestellt sind, als x oder y behandelt, hierbei gilt z. B. Stein und Holz als x, Metall und Leder als y. Artikel, Adjektive, Numeralia und andere Attribute bilden eine Kongruenz mit der Nominalklasse des Nomens, das sie näher bestimmen.

### Pluralbildung
Das Nomen des Burushaski besitzt zwei Numeri: Singular und Plural. Der Singular ist die unmarkierte Form. Der Plural wird durch Suffixe gekennzeichnet, die in der Regel von der Klasse des Nomens (siehe oben) abhängen:
- h-Klasse > übliche Pluralsuffixe: -ting, -aro, -daro, -taro, -tsaro
- h- und x-Klasse > übliche Pluralsuffixe: -o, -išo, -ko, -iko, -juko; -ono, -u; -i, -ai; -ts, -uts, -muts, -umuts; -nts, -ants, -ints, -iants, -ingants, -ents, -onts
- y-Klasse > übliche Pluralsuffixe: -ng, -ang, -ing, -iang; -eng, -ong, -ongo; -ming, -čing, -ičing, -mičing, -ičang (Nagar-Dialekt)

Einige Nomina erlauben zwei oder drei verschiedene Pluralsuffixe, andere kommen ohne besonderes Suffix nur im Plural vor, z. B. bras „Reis“, gur „Weizen“, bishké „Tierhaar“ (sog. pluralia tantum), wiederum andere besitzen im Singular und Plural dieselbe Form: z. B. hagúr „Pferd(e)“. Adjektive haben ihre eigenen Pluralsuffixe, ihre Verwendung hängt von der Klasse des zu bestimmenden Substantivs ab, z. B. burúm „weiß“ bildet den x pl. burúm-išo, y pl. burúm-ing.
Einige Beispiele zur Pluralbildung im Burushaski
- wazíir (m), pl. wazíirting „Wesir, Minister“
- hir (m), pl. hirí „Mann“ (Akzentverschiebung)
- gus (f), pl. gushíngants „Frau“ (Akzentverschiebung)
- dasín (f), pl. dasíwants „Mädchen, unverheiratete Frau“
- huk (x), pl. hukái „Hund“ (Akzentverschiebung)
- tilí (x), pl. tilí „Walnuss“
- tilí (y), pl. tiléng „Walnussbaum“

### Kasusbildung
Das Burushaski ist eine Ergativsprache. Es besitzt fünf primäre Kasus (Fälle), die durch Suffixe markiert werden:
| Kasus     | Suffix          | Funktion                                                                   |
| --------- | --------------- | -------------------------------------------------------------------------- |
| Absolutiv | unmarkiert      | Subjekt (Agens) intransitiver und dir. Objekt (Patiens) transitiver Verben |
| Ergativ   | -e              | Subjekt (Agens) transitiver Verben                                         |
| Obliquus  | -e; -mo (f-Kl.) | Genitiv; Basis für die Endungen sekundärer Kasus (s. u.)                   |
| Dativ     | -ar, -r         | Dativ, Allativ                                                             |
| Ablativ   | -um, -m, -mo    | Separativ (woher?)                                                         |

Die Kasussuffixe werden bei Pluralformen an das Pluralsuffix angefügt, z. B. Huséiniukutse „die Leute von Hussain“ (Ergativ Plural). Die Genitivendung ist nur im Sg. der f-Klasse /-mo/, sonst immer /-e/ (also identisch mit der Ergativendung). Die Dativendung /-ar/, /-r/ wird im Singular der f-Klasse ebenfalls an den Obliquus angehängt, sonst an den Absolutiv. Beispiele:
- hir-e „des Mannes“, gus-mo „der Frau (Gen.)“
- hir-ar „dem Manne“, gus-mu-r „der Frau (Dat.)“

Der Genitiv steht vor dem Substantiv, das sich auf ihn bezieht: Hunzue tham „der Mir von Hunza“.
Die Endungen der sekundären Kasus werden aus einem sekundären Kasussuffix (manchmal fälschlich als Infix bezeichnet) und einer der primären Endungen /-e/, /-ar/ und /-um/ gebildet. Hierbei steht /-e/ für den Lokativ (Frage „wo?“), /-ar/ für den Terminativ (Frage „wohin?“) und /-um/ für den Ablativ-Separativ (Frage „woher?“). Die Marker und ihre Grundbedeutung sind
1. /-ts-/ „an“
2. /-ul-/ „in“
3. /-aṭ-/ „auf; mit“
4. /-al-/ „bei“ (nur im Hunza-Dialekt)

Daraus ergeben sich folgende „zusammengesetzte“ oder sekundäre Kasus:
| Marker | Lokativ          | Terminativ          | Separativ              |
| ------ | ---------------- | ------------------- | ---------------------- |
| -ts-   | -ts-e „an“       | -ts-ar „an…hin“     | -ts-um „von … weg“     |
| -ul-   | -ul-e „in“       | -ul-ar „in…hinein“  | -ul-um „aus…heraus“    |
| -aṭ-   | -aṭ-e „auf; mit“ | -aṭ-ar „auf…hinauf“ | -aṭ-um „von …herunter“ |
| -al-   | -al-e „bei“      | -al-ar „zu…hin“     | -al-um „von…weg“       |

Die regelmäßigen Endungen /-ul-e/ und /-ul-ar/ sind veraltet und werden heute meist durch /-ul-o/ bzw. /-ar-ulo/ ersetzt.

### Pronominalpräfixe und Pronomina
Nomina für Körperteile und Verwandtschaftsbezeichnungen treten im Burushaski obligatorisch mit einem Pronominalpräfix auf. Man kann also im Burushaski nicht einfach „Mutter“ oder „Arm“ sagen, sondern nur „mein Arm“, „deine Mutter“, „sein Vater“ etc. Zum Beispiel bedeutet die Wurzel mi „Mutter“, sie kann nicht isoliert auftreten; stattdessen heißt es:
- i-mi „seine Mutter“, mu-mi „ihre Mutter“ (3f sg.), u-mi „ihre Mutter“ (3h pl.), u-mi-tsaro „ihre Mütter“(3h pl.).

Die Pronominal- oder Personalpräfixe richten sich nach der Person, dem Numerus und – in der 3. Person – nach der Nominalklasse (siehe oben) des Besitzers. Eine Übersicht über die Grundformen gibt die folgende Tabelle der Pronominalpräfixe:
| Person/ Nominalklasse | Singular | Plural   |
| --------------------- | -------- | -------- |
| 1. Person             | a-       | mi-, me- |
| 2. Person             | gu-, go- | ma-      |
| 3. Person m           | i-, e-   | u-, o-   |
| 3. Person f           | mu-      | u-, o-   |
| 3. Person x           | i-, y-   | u-, o-   |
| 3. Person y           | i-, e-   | i-, e-   |

Die Personalpronomina im Burushaski unterscheiden für die 3. Personen eine „ferne“ und „nahe“ Form, z. B. khin „er, dieser“ (hier in der Nähe) aber in „er, jener“ (dort hinten). Im Obliquus gibt es zusätzlich sog. Kurzformen.

## Zahlwörter
Das Zahlensystem des Burushaski ist vigesimal, es basiert also auf der Einheit 20. Z. B. heißt
20 altar, 40 alto-altar (2 mal 20), 60 iski-altar (3 mal 20) etc. Die Grundzahlen sind 1 hin (oder han, hik), 2 altán (oder altó), 3 iskén (oder uskó), 4 wálto, 5 čundó, 6 mishíndo, 7 thaló, 8 altámbo, 9 hunchó, 10 tóorumo (auch toorimi und turma) und 100 tha.
Beispiele für zusammengesetzte Zahlen:
11 turma-hin, 12 turma-altan, 13 turma-isken usw., 19 turma-hunti;
20 altar, 30 altar-toorimi, 40 alto-altar, 50 alto-altar-toorimi, 60 iski-altar usw.;
21 altar-hik, 22 altar-alto, 23 altar-iski usw.

## Verbalmorphologie

### Allgemeines
Die Verbalmorphologie des Burushaski ist äußerst komplex und formenreich, vergleichbar etwa mit der des Sumerischen, Baskischen, jenisseischer oder nordkaukasischer Sprachen. Viele lautgesetzliche Veränderungen (Assimilationen, Kontraktionen, Akzentverschiebungen) machen fast jedes Verbum zu einem morphologischen Unikat. Hier können nur einige Grundprinzipien angesprochen werden. Eine ausführlichere Darstellung findet sich in Bergers Monographie.
Die finiten Verbalformen des Burushaski bilden unter anderem folgende Kategorien aus:
| Kategorie     | Mögliche Formen                                              |
| ------------- | ------------------------------------------------------------ |
| Tempus/Aspekt | Präsens, Futur, Imperfekt, Perfekt, Plusquamperfekt          |
| Modus         | Konditionalis, drei Optative, Imperativ, Konativ             |
| Numerus       | Singular, Plural                                             |
| Person        | 1., 2. und 3. Person (im Imperativ nur die 2. Person)        |
| Nominalklasse | die vier Nominalklassen m, f, x und y (nur in der 3. Person) |

Bei vielen transitiven Verben wird außer dem Subjekt auch das (direkte) Objekt gekennzeichnet, und zwar durch Pronominalpräfixe, die ebenfalls die Kategorien Numerus, Person und – in der 3. Person – Nominalklasse aufweisen. Alle Verben haben negierte Formen, manche intransitive Verben können morphologisch sekundäre Transitiv-Formen bilden. Die infiniten Formen – das sind im Burushaski die Absolutive der Vergangenheit und Gegenwart (vergleichbar mit Partizipien), das Partizip Perfekt und zwei Infinitive – besitzen alle Kategorien der finiten Formen außer Tempus und Modus. Infinite Formen bilden zusammen mit Hilfsverben die periphrastischen (zusammengesetzten) Formen.

### Die 11 Positionen der finiten Verbalformen
Alle Verbalformen lassen sich durch ein kompliziertes, aber regelmäßiges Positionssystem beschreiben. Berger unterscheidet insgesamt 11 Positionen (auch Slots genannt), die allerdings nicht alle in einer Verbform besetzt sein können. Manche Positionen weisen alternative Besetzungsmöglichkeiten auf (unten durch a/b/c gekennzeichnet). Der Verbalstamm besetzt die Position 5, davor gibt es also vier Positionen für Präfixe, danach sechs Positionen für Suffixe. Die folgende Tabelle gibt eine Übersicht, besonders wichtige Positionen sind hervorgehoben.
| Position | Affixe und ihre Bedeutung                                                              |
| -------- | -------------------------------------------------------------------------------------- |
| 1        | Negationspräfix a-                                                                     |
| 2a/b     | d-Präfix (Bildung von Intransitiva) / n-Präfix (Absolutpräfix)                         |
| 3        | Pronominalpräfixe: Subjekt intransitiver, Objekt transitiver Verben                    |
| 4        | s-Präfix zur Bildung sekundärer Transitiva                                             |
| 5        | VERBALSTAMM                                                                            |
| 6        | Pluralsuffix -ya- am Verbalstamm                                                       |
| 7        | Präsensstammzeichen -č- (oder š, ts…) zur Bildung von Präsens, Futur, Imperfekt        |
| 8a/b     | Pronominalsuffix der 1. sg. -a- (Subjekt) / Bindevokal (ohne Bedeutung)                |
| 9a       | m-Suffix: bildet vom einfachen Stamm m-Partizip und m-Optativ /                        |
| 9b       | m-Suffix: vom Präsensstamm das Futur und den Konditionalis /                           |
| 9c       | n-Suffix zur Kennzeichnung des Absoluts (vgl. Position 2) /                            |
| 9d       | š-Suffix zur Bildung des š-Optativs und -iš-Infinitivs /                               |
| 9e       | Infinitivendung -as, -áas / Optativsuffix -áa (direkt am Stamm)                        |
| 10a      | Pronominalsuffixe der 2. und 3. Person und 1. pl. (Subjekt; Formen s. unten) /         |
| 10b      | Imperativendungen (am bloßen Stamm) /                                                  |
| 10c      | Formen des Hilfsverbs ba- zur Bildung von Präsens, Imperfekt, Perfekt, Plusquamperfekt |
| 11       | Nominale Flexionsendungen und Partikel                                                 |

### Bildung der Tempora und Modi
Die Bildung der Tempora und Modi erfolgt unter Nutzung der verschiedenen Positionen oder Slots auf recht komplizierte Weise. Dabei werden Präteritum, Perfekt, Plusquamperfekt und Konativ vom einfachen Stamm gebildet; Präsens, Imperfekt, Futur und Konditionalis vom Präsensstamm, der durch eine Erweiterung des einfachen Stammes in der Position 7 entsteht (meist durch -č-). Direkt vom Stamm werden die Optative und der Imperativ abgeleitet. Insgesamt ergibt sich folgendes Schema:
Die Bildung der Tempora und Modi am Beispielverb her „weinen“, ohne Präfixe:
| Grammatische Kategorie | Bildung                                          | Form und Übersetzung          |
| ---------------------- | ------------------------------------------------ | ----------------------------- |
| Konativ                | Stamm + Personalsuffix                           | her-i „er wird gleich weinen“ |
| Präteritum             | Stamm [+ Bindevokal] + m-Suffix + Personalsuffix | her-i-m-i „er weinte“         |
| Perfekt                | Stamm [+ Bindevokal] + Hilfsverb im Präsens      | her-u-ba-i „er hat geweint“   |
| Plusqu.perfekt         | Stamm [+ Bindevokal] + Hilfsverb im Präteritum   | her-u-ba-m „er hatte geweint“ |

| Grammatische Kategorie | Bildung                                                           | Form und Übersetzung              |
| ---------------------- | ----------------------------------------------------------------- | --------------------------------- |
| Futur                  | Stamm + Präsenszeichen [+ Bindevok. + m-Suffix] + Personalend.    | her-č-i-m-i „er wird weinen“      |
| Präsens                | Stamm + Präsenszeichen + Bindevokal + Hilfsverb im Präsens        | her-č-u-ba-i „er weint“           |
| Imperfekt              | Stamm + Präsenszeichen + Bindevokal + Hilfsverb im Präteritum     | her-č-u-ba-m „er weinte (häufig)“ |
| Konditional            | Stamm + Präsenszeichen + Bindevok. + m-Suffix (außer 1. pl.) + če | her-č-u-m-če „… würde weinen“     |
| Konditional            | Stamm + Präsenszeichen + Bindevokal + Endung 1. pl. + če          | her-č-an-če „wir würden weinen“   |

| Grammatische Kategorie | Bildung                                | Form und Übersetzung         |
| ---------------------- | -------------------------------------- | ---------------------------- |
| áa-Optativ             | Stamm + áa (in allen Personen)         | her-áa „… soll… weinen“      |
| m-Optativ              | Stamm + [Bindevokal] + m-Suffix        | her-u-m „… soll… weinen“     |
| š-Optativ              | Stamm + (i)š + Personalendung          | her-š-an „sie sollen weinen“ |
| Imperativ Sg.          | Stamm [+ é bei endungsbetonten Verben] | her „weine!“                 |
| Imperativ Pl.          | Stamm + in                             | her-in „weint!“              |

### Kennzeichnung von Subjekt und Objekt
Die Kennzeichnung von Subjekt und Objekt der Verbform erfolgt durch pronominale Präfixe und Suffixe in den Positionen 3, 8 und 10 in folgender Weise:
| Affixart | Position | Funktion                                                               |
| -------- | -------- | ---------------------------------------------------------------------- |
| Präfixe  | 3        | direktes Objekt beim transitiven Verb, Subjekt beim intransitiven Verb |
| Suffixe  | 8/10     | Subjekt beim transitiven und intransitiven Verb                        |

Die Personalpräfixe sind identisch mit den Pronominalpräfixen am Nomen (obligatorisch bei Körperteilen und Verwandtschaftsbezeichnungen, siehe oben). Die Formen der Präfixe (Position 3) und Suffixe (Positionen 8 und 10) sind in den folgenden Tabellen vereinfacht zusammengefasst:
| Person/ Nominalklasse | Singular | Plural |
| --------------------- | -------- | ------ |
| 1. Person             | a-       | mi-    |
| 2. Person             | gu-      | ma-    |
| 3. Person m           | i-       | u-     |
| 3. Person f           | mu-      | u-     |
| 3. Person x           | i-       | u-     |
| 3. Person y           | i-       | i-     |

| Person/ Nominalklasse | Singular | Plural |
| --------------------- | -------- | ------ |
| 1./2. Person          | -a       | -an    |
| 3. Person m           | -i       | -an    |
| 3. Person f           | -o       | -an    |
| 3. Person x           | -i       | -ie    |
| 3. Person y           | -i       | -i     |

Es folgen einige Konstruktionsbeispiele des Präteritums des transitiven präfigierenden Verbums
phus „binden“ zur Erläuterung des Zusammenspiels von Präfix und Suffix:
- i-phus-i-m-i > er band ihn (besetzte Positionen: 3-5-8-9-10)
- mu-phus-i-m-i > er band sie (f)
- u-phus-i-m-i > er band sie (pl. hx)
- mi-phus-i-m-i > er band uns

- i-phus-i-m-an > wir banden / ihr bandet / sie banden ihn
- mi-phus-i-m-an > ihr bandet / sie banden uns
- i-phus-i-m-a > ich band / du bandest ihn
- gu-phus-i-m-a > ich band dich

Die Pronominalaffixe werden auch dann verwendet, wenn Substantive die Rolle des Subjekts oder Objekts einnehmen, z. B. hir i-ír-i-mi „der Mann starb“. Bei intransitiven Verben kann die Subjektfunktion sowohl durch ein Präfix als auch ein Suffix – also doppelt – markiert sein. Beispiele:
- gu-ir-č-u-m-a „du wirst sterben“ (Futur)
- i-ghurts-i-m-i „er versank“ (Präteritum)

Pronominalpräfixe treten nicht bei allen Verben und in allen Tempora auf. Einige Verben benutzen nie Personalpräfixe, andere immer, wieder andere nur unter bestimmten Bedingungen. Pronominale Präfixe drücken bei intransitiven Verben oft eine vom Subjekt beabsichtigte Tätigkeit aus, während nicht-präfigierte Formen eine nicht mit dem Willen des Subjekts geschehende Handlung bezeichnen. Beispiele:
- hurúţ-i-m-i „er setzte sich“ (willentliche Aktion ohne Präfix)
- i-ír-i-m-i „er starb“ (nichtwillentliche Aktion mit Präfix)
- ghurts-i-mi „er ging willentlich unter Wasser: er tauchte“ (ohne Präfix)
- i-ghurts-i-m-i „er ging unwillentlich unter Wasser: er versank“ (mit Präfix)

### Das d-Präfix
Eine Reihe von Verben treten – teils neben ihrer Grundform – mit einem d-Präfix auf (Position 2), das vor Konsonant mit einem „harmonischen“ Vokal erweitert wird. Die genaue semantische Funktion dieser d-Bildung ist nicht geklärt. Zu primären Transitiva bildet das d-Präfix, immer ohne Pronominalpräfixe, reguläre Intransitiva. Beispiele:
- i-phalt-i-mi „er brach es auf“ (transitiv)
- du-phalt-as „aufbrechen, explodieren“ (intransitiv)

Weitere Einzelheiten der Verbalmorphologie und anderer Teile der Grammatik sind der angegebenen Literatur (vor allem H. Berger 1998) zu entnehmen.

## Bemerkungen zur Syntax
Hinweis: die in der Morphologie eingeführten Begriffe werden hier vorausgesetzt.

### Der einfache Satz
Wie oben erwähnt, ist das Burushaski eine Ergativsprache, d. h. das Subjekt transitiver Verben steht in einem speziellen Kasus, dem Ergativ (Endung -e), während das Subjekt intransitiver Verben sowie das direkte Objekt transitiver Verben im endungslosen Absolutiv steht (siehe oben Nominalmorphologie, Kasusbildung).
Die generelle Reihenfolge der Satzteile ist SOV, also Subjekt-Objekt-Prädikat, in zweigliedrigen Sätzen ohne Objekt SV. Dazu zwei kommentierte Beispiele:
- Beispiel 1 hír-e gus mu-yeéć-imi ‚der Mann sah die Frau‘

Erläuterung: Das Prädikat ist transitiv, deswegen steht das Subjekt hír-e im Ergativ, das Objekt gus im endungslosen Absolutiv. Das pronominale Präfix mu- der finiten Verbform (siehe Verbalmorphologie) verweist auf das Objekt und kongruiert mit ihm in Nominalklasse und Numerus (Femininum Singular), das pronominale Suffix -imi bezieht sich auf das Subjekt und kongruiert mit ihm in Nominalklasse und Numerus (Maskulinum Singular).
- Beispiel 2 hir i-ír-imi ‚der Mann starb‘

Erläuterung: Das Prädikat ist intransitiv, deswegen steht das Subjekt hir im endungslosen Absolutiv. Das Pronominalpräfix der Verbform i- bezieht sich hier im Gegensatz zur transitiven Konstruktion auf das Subjekt und kongruiert mit ihm in Nominalklasse und Numerus (Mask. Singular); redundanterweise bezieht sich das Personalsuffix -imi ebenfalls auf das Subjekt, mit dem es in Nominalklasse und Numerus kongruiert. Diese Redundanz beim Subjektbezug in intransitiven Sätzen ist in vielen Ergativsprachen zu beobachten.
Das finite Verb stimmt in der Person und (in der 3. Person) auch in der Nominalklasse mit dem Subjekt überein. Bei mehreren Subjekten mit unterschiedlichen Nominalklassen wird in der Regel die Form der x-Klasse verwendet (siehe oben Nominalmorphologie, Kasusbildung).

### Nominalphrasen
Das einfache Nomen kann attributiv durch Adjektive, Partizipien, Zahlwörter, adjektivische Pronomina und Genitive erweitert werden. Diese dem Nomen zugeordneten Elemente stehen im Burushaski grundsätzlich vor dem Nomen (von dieser Regel gibt es Ausnahmen, vor allem Zahlwörter können auch nachgestellt sein). Wenn mehrere Attribute zu einem Nomen treten, gilt für die Attribute eine feste Reihenfolge: 1. das Genitivattribut, 2. Adjektive, Pronominaladjektive und Zahlwörter, 3. Demonstrativpronomen.
Beispiele:
- ínmo guyan ‚ihre Haare‘, wörtlich ‚die Haare (guyan) von ihr‘
- han partiáantine dísanar ‚zu einem (han) Ort der Feen (partiáantine)‘
- naazúk daltás dísanulo ‚an einem reinen, schönen Ort‘ (die Lokativendung erhält nur das Substantiv)

Zur Syntax komplexerer Sätze wird auf die angegebene Literatur verwiesen, insbesondere auf Berger 1998. Aus diesem Werk sind auch die Beispiele zur Syntax entnommen.